# Пациенты (сериал)
«Пациенты» — американский драматический телесериал для канала HBO, спродюсированный и разработанный Родриго Гарсиа на основе израильского сериала «В терапии» (בטיפול), созданного Хагаем Леви, Ори Сиваном и Нир Бергманом.
Сериал рассказывает о психотерапевте, пятидесятилетнем Поле Уэстоне, и его еженедельных сеансах с пациентами, а также о его регулярных сеансах с собственным психотерапевтом. Программа, главную роль в которой исполняет Габриэль Бирн в роли Пола, дебютировала 28 января 2008 года как сериал, выходящий пять дней в неделю. Исполнительным продюсером и главным режиссёром был Пэрис Баркли, который снял 35 серий — больше, чем любой другой режиссёр сериала, и единственный, кто снимал серии во всех трёх сезонах. Формат программы, сценарий и заставка основаны на сериале «В терапии» и часто являются его дословными переводами. Канал HBO Канада транслировал программу одновременно с HBO в США. 1 сезон получил множество наград, включая премии «Эмми», «Золотой глобус» и премию Гильдии сценаристов Америки.
Сериал был продлён на второй сезон 20 июня 2008 года, а производство 2 сезона завершилось в начале 2009 года. Согласно газете «Нью-Йорк Таймс», съёмки были перенесены из Лос-Анджелеса в Нью-Йорк по настоянию Бирна, который в противном случае пригрозил уйти в отставку. Переезд и добавление воскресного вечера в расписание показов были расценены руководством HBO как вотум доверия сериалу. Премьера 2 сезона состоялась 5 апреля 2009 года. Второй сезон продолжил успех первого, получив премию Пибоди 2009 года. Премьера третьего сезона состоялась 26 октября 2010 года и длилась семь недель, с четырьмя эпизодами в неделю. Премьера 24-серийного четвёртого сезона состоялась 23 мая 2021 года, с четырьмя эпизодами в неделю.
В феврале 2022 года HBO подтвердило, что сериал не будет продолжен.

## Сюжет
Психотерапевт Пол Уэстон ведёт частную практику, проводя сеансы со своими пациентами в своём доме в Балтиморе. Он начинает сомневаться в своих способностях, поэтому ищет помощи у своего бывшего наставника, психотерапевта Джины Толл, с которой он не виделся десять лет.

## Персонажи

### Пол Уэстон
Габриэль Бирн играет Пола Уэстона, обаятельного, неутомимого психолога, стремящегося к спокойной жизни, свободной от сомнений в себе и противоречий. Он окончил Джорджтаунский университет, где получил степень бакалавра, Колумбийский университет, где получил степень магистра, и Новый университет, где получил докторскую степень (хотя в одной из сцен первого сезона показаны два диплома Университета Пенсильвании, висящие у двери в кабинет Пола). Летом 1988 года он переехал в Мэриленд, где работал в Вашингтонско-Балтиморском психоаналитическом институте, а позже открыл частную практику в Балтиморе.

### Джина Толл
Дайан Уист играет психотерапевта Джину Толл, бывшего наставника и клинического руководителя Пола, которого Пол избегал девять лет после ссоры из-за замечаний, которые Джина выразила в рекомендательном письме от имени Пола. Она выступает в качестве собеседника для Пола в его сомнениях в истинности его призвания и способностях.

## Серии
| Сезон | Серии | Серии | Даты показа      | Даты показа     |
| Сезон | Серии | Серии | Первая серия     | Последняя серия |
| ----- | ----- | ----- | ---------------- | --------------- |
| 1     | 43    | 43    | январь 28, 2008  | март 28, 2008   |
| 2     | 35    | 35    | апрель 5, 2009   | май 5, 2009     |
| 3     | 28    | 28    | октябрь 25, 2010 | декабрь 7, 2010 |
| 4     | 24    | 24    | май 23, 2021     | июнь 28, 2021   |

Каждая серия «Пациентов» фокусируется на одном пациенте, включая Пола, который посещает своего клинического руководителя, психотерапевта Джину.

### Сезон 1
Пациентка Лаура признаётся Полу в любви, их отношения стремятся выйти из под контроля. Среди личных проблем Лауры — соблазнение в подростковом возрасте гораздо более старшим мужчиной. Она начинает сексуальные отношения с Алексом, другим пациентом Пола. Пол размышляет о своих чувствах к ней и приходит к выводу, что влюблён; сеансы с Джиной не помогают разрешить его внутренний конфликт между желанием и профессиональной ответственностью. В середине сезона Лаура прекращает терапию с Полом, так как он продолжает отвергать её ухаживания. Пол и Лаура встречаются на похоронах Алекса, и Пол решает добиваться Лауры, рискуя разрушить свой брак, но приступ панической атаки рушит его планы.
Алекс, лётчик-истребитель, которому невероятно сложно выразить свои внутренние переживания, знакомится с Лаурой и заводит с ней короткий роман. Пол пытается помочь Алексу понять причины его самоистязания и разобраться в чувствах по поводу убийства иракских школьников во время санкционированной миссии. Алекс становится всё более нестабильным, в итоге решает прекратить терапию и возвращается в армию, как раз когда Пол начинает добиваться прогресса в работе с подавленными страхами Алекса. Алекс погибает во время тренировочных учений, и хотя смерть объявляется несчастным случаем, есть основания предполагать, что это был суицид, вызванный травмой, пережитой в результате терапевтических размышлений.
Равнодушие Софи к жизни выявляется и преодолевается с помощью терапии Пола, который исследует её сексуальные отношения с гораздо старшим тренером по гимнастике, Саем, и их последствия, а также её противоречивые чувства к разведённым родителям и отстранённость отца. В итоге Софи получает значительную пользу от терапии и начинает налаживать отношения с родителями. В конце сезона Софи уезжает из Балтимора, чтобы продолжить тренировки по гимнастике в Денвере.
Спор Джейка и Эми о том, делать ли аборт, — это лишь завязка к тому, что оказывается крайне нестабильными и дисфункциональными отношениями. Во время второй сессии у Эми происходит выкидыш, но пара возвращается к терапии, чтобы решить свои проблемы. Неспособность Эми к эмоциональной близости приводит её к роману с боссом, человеком, которого она считает отвратительным, но использует в качестве защиты от Джейка. Джейк и Эми проходят индивидуальные сеансы и, в конце концов, с грустью решают развестись и разделить опеку над сыном. Джейк считает терапию полезной, а Эми — что она навредила их браку.
На протяжении всего сезона Джина и Пол обсуждают проблемы в своих отношениях и разногласия, но к финалу Пол понимает, что ему необходима её помощь, и соглашается продолжить терапию.
Первый сезон состоит из 43 серий, каждая из которых выходила в свой день недели, с понедельника по пятницу. Серии были распределены на девять недель для большинства персонажей, за исключением последней недели, в которой не было эпизодов на понедельник и вторник.
| Главные герои            | Главные герои       | Главные герои | Главные герои |
| Актёр                    | Персонаж            | День недели   | Роль |
| ------------------------ | ------------------- | ------------- | --- |
| Гэбриел Бирн             | Пол Уэстон          | Разные        | Пол — психолог в возрасте около 50 лет, который проводит еженедельные сеансы с пациентами и своим бывшим наставником Джиной. |
| Мелисса Джордж           | Лора Хилл           | Понедельник   | Лора — анестезиолог, испытывающая эротическую фиксацию на Поле.                                                              |
| Блэр Андервуд            | Алекс Принс         | Вторник       | Алекс — военный летчик, c психикой травмированной бомбардировкой в Ираке, которая имела непредвиденные последствия.          |
| Миа Васиковска           | Софи                | Среда         | Софи — склонная к суициду девочка-подросток, занимающаяся гимнастикой.                                                       |
| Эмбет Дэвидц Джош Чарльз | Эми Джейк           | Четверг       | Эми и Джейк изначально начинают терапию пар из-за их конфликта по поводу того, стоит ли ей прерывать беременность.           |
| Дайан Уист               | Джина Толл          | Пятница       | Джина — бывший терапевт и наставник Пола, которая играет роль адвокат дьявола по отношению к его амбивалентности.            |
| Мишель Форбс             | Кейт Уэстон         | Разные        | Жена Пола, которая позже посещает сеансы Пола с Джиной                                                                       |
| Второстепенные персонажи |                     |               | |
| Актёр                    | Персонаж            | День недели   | Роль |
| Джейк Ричардсон          | Иэн                 | Разные        | 20-летний сын Пола и Кейт |
| Мэй Уитман               | Рози                | Разные        | 16-летняя дочь Пола и Кейт                                                                                                   |
| Макс Буркхолдер          | Макс                | Разные        | Младший сын Пола и Кейт |
| Питер Хортон             | Зак                 | Разные        | Отец Софи |
| Джулия Кэмпбелл          | Оливия              | Разные        | Мать Софи |
| Глинн Тёрмен             | Алекс Принс-старший | Разные        | Отец Алекса |

### Сезон 2
Пол, теперь разведенный и довольно одинокий, переехал в Бруклин, и использует гостиную своего небольшого отремонтированного четырёхэтажного дома для приема пациентов. Отец Алекса, Алекс-старший, вручает ему иск о врачебной халатности в отношении его сына, и Пол этим сильно озабочен.
Алекс-старший подает в суд на Пола за халатность, обвиняя его в том, что он не предотвратил смерть своего сына, который добровольно прекратил терапию и погиб в авиакатастрофе, которая была либо несчастным случаем, либо самоубийством. Алекс-старший и его адвокаты утверждают, что профессиональная ответственность Пола заключалась в том, чтобы связаться с военными и сообщить, что Алекс-младший непригоден к службе. Позже Алекс-старший встречается с Полом и делает многозначительное предложение: если Пол напишет письмо, в котором возьмет на себя вину за смерть Алекса-младшего, он откажется от иска, удовлетворившись подтверждением своей уверенности в том, что Пол виноват на 100 %. Пол рассматривает предложение, но позже соглашается с советом Джины и отклоняет его. Иск отклонен как необоснованный, и тревога Пола по поводу его профессиональной компетентности, по крайней мере временно, уменьшается.
В сезоне было семь эпизодов для каждого персонажа. Сеансы по понедельникам и вторникам транслировались один за другим по воскресеньям, а остальные три шли по понедельникам. HBO повторял эпизоды последовательно несколько раз в неделю. Исполнительным продюсером сезона был Уоррен Лейт, который ранее работал над Закон и порядок: Преступное намерение.
| Главные герои                      | Главные герои       | Главные герои | Главные герои |
| Актёр                              | Персонаж            | День недели   | Роль |
| ---------------------------------- | ------------------- | ------------- | --- |
| Хоуп Дэвис                         | Миа Нески           | Понедельник   | Миа — успешный адвокат по врачебным ошибкам и бывшая пациентка Пола 20-летней давности. Она винит его в своем нынешнем статусе: незамужней, бездетной трудоголички, потоянно ошибающейся в выборе своего мужчины.                           |
| Элисон Пилл                        | Эйприл              | Вторник       | Эйприл — студентка архитектурного Институт Пратта, у которой диагностирована лимфома, которую она скрывает от всех, кроме Пола. Она отрицает серьёзность своей болезни.                                                                     |
| Аарон Шоу Шерри Сом Рассел Хорнсби | Оливер Бесс Люк     | Среда         | Оливер — 12-летний сын Бесс и Люка, разводящейся пары, которые утверждают, что любят своего сына, но намерены преследовать свои собственные цели. Оливер оказывается в центре конфликта и винит себя в хаосе, происходящем в его семье.     |
| Джон Махони                        | Уолтер Барнетт      | Четверг       | Уолтер — уверенный в себе генеральный директор, имеющий историю панических атак, который обнаруживает, что его жизнь становится невыносимой.                                                                                                |
| Дайан Уист                         | Джина Толл          | Пятница       | Джина — собственный терапевт Пола и наставник, которая старательно пытается увести Пола от кризиса среднего возраста и направить его на путь личного удовлетворения и признания.                                                            |
| Глинн Тёрмен                       | Алекс Принс-старший | Разные        | Алекс-старший подает в суд на Пола за халатность из-за того, что тот не смог предотвратить смерть его сына Алекса-младшего, бывшего пациента Пола, показанного в первом сезоне, который трагически погиб после прекращения сеансов с Полом. |
| Лайла Робинс                       | Тэмми Кент          | Разные        | Тэмми — первая девушка Пола и, по совпадению, пациентка Джины. |

### Сезон 3
После финального эпизода второго сезона Уоррен Лейт в интервью заявил, что третий сезон остаётся возможным, но что сериал был изнурительным для всех участников, а также не стал для HBO «прорывным хитом». 23 октября 2009 года HBO объявило о продлении «В терапии» на третий сезон. Производство началось в начале 2010 года, премьера состоялась в конце октября.
Третий сезон — первый, не основанный на оригинальном израильском сериале «BeTipul», который состоял всего из двух сезонов. Формат схож: каждую неделю несколько пациентов посещают Пола в получасовых эпизодах, а в последнем эпизоде недели Пол сам посещает своего терапевта, Адель Брауз.
В этом сезоне всего три пациента. Пол всё ещё живёт в Кобл-Хилл, Бруклин, и у него есть молодая подруга, Уэнди.
По понедельникам Пол принимает Сунила, вдовца, переехавшего из Калькутты в Нью-Йорк после смерти жены, чтобы жить со своим сыном, невесткой и двумя маленькими детьми.
По вторникам пациенткой Пола является Фрэнсис, успешная актриса (по её собственному определению), вернувшаяся на сцену, но испытывающая трудности с запоминанием реплик. Она переживает смерть сестры, неудачный брак и презрение дочери-подростка.
По средам Пол принимает Джесси, старшеклассника, который считает, что его приёмные родители ненавидят его из-за его нетрадиционной сексуальной ориентации.
В конце концов, Пол возобновляет терапию с молодым психоаналитиком Адель Брауз, первоначально обращаясь к ней за рецептом на снотворное. Адель понимает, что бессонница — не настоящая его проблема.
Действие сериала по-прежнему происходит в квартире Пола. В отличие от первых двух сезонов, третий сезон содержит всего четыре эпизода в неделю. Сериал выходил по понедельникам и вторникам и, как и второй сезон, состоял из семи недель сеансов.
| Главные герои          | Главные герои | Главные герои | Главные герои |
| Актёр                  | Персонаж      | День недели   | Роль |
| ---------------------- | ------------- | ------------- | --- |
| Ирфан Хан              | Сунил         | Понедельник   | После смерти жены 52-летний Сунил эмигрировал из Калькутты в США, чтобы жить со своим сыном и невесткой. Он глубоко переживает смерть жены и зол на, как ему кажется, черствость невестки. Сунил обращается к Полу, несмотря на то, что психотерапия является стигматизированной в его культуре.                                                                                                 |
| Дебра Уингер           | Фрэнсис       | Вторник       | Успешная актриса Фрэнсис обращается к Полу из-за проблем с запоминанием реплик. В то же время её беспокоит рак молочной железы у сестры (как и у матери), и она боится, что это её очередь. |
| Дэйн ДеХаан            | Джесси        | Среда         | Гей-подросток, живущий с приёмными родителями, Джесси испытывает сильный гнев по отношению к ним и к себе. Он по очереди агрессивен, капризно манипулятивен, пуглив, груб и уязвим, торгует рецептурными препаратами и спит со взрослыми мужчинами. Мир Джесси переворачивается с ног на голову, когда он получает звонок от своей биологической матери, с которой он не общался с младенчества. |
| Эми Райан              | Адель Брауз   | Пятница       | Молодой психоаналитик, рекомендованный другом-неврологом Пола для выписывания снотворного, Адель ставит под сомнение взгляд Пола на свою жизнь, особенно его отношения с Джиной Толл. Несмотря на первоначальное нежелание, Пол начинает уважать Адель как терапевта. |
| Второстепенные герои   |               |               | |
| Актёр                  | Персонаж      | День недели   | Роль |
| Алекс Вольф            | Макс          | Разные        | Младший сын Пола, который покидает дом матери в Балтиморе, чтобы переехать к Полу. |
| Джеймс Ллойд Рейнольдс | Стив          | Разные        | Новый жених Кейт и будущий отчим Макса, которого Пол изначально ревнует. |
| Сюзан Миснер           | Уэнди         | Разные        | Подруга Пола. |
| Самрат Чакрабарти      | Арун          | Понедельник   | Сын Сунила, который предоставляет отцу жильё и записывает его на терапию, чтобы помочь ему справиться с горем. |
| Соня Уолгер            | Джулия        | Понедельник   | Жена Аруна и невестка Сунила, которая не одобряет поведение Сунила дома. |
| Дендри Тейлор          | Мариса        | Среда         | Приёмная мать Джесси. |
| Джозеф Сираво          | Роберто       | Среда         | Приёмный отец Джесси. |

30 марта 2011 года HBO заявило, что «В терапии» не будет продолжено в существующем формате, но возможно продолжение в другом формате.

### Сезон 4
В июле 2020 года сообщалось, что HBO работает над перезапуском сериала. В октябре 2020 года HBO подтвердило перезапуск, и производство началось в конце 2020 года. Сезон из 24 эпизодов вышел на экраны 23 мая 2021 года на HBO и HBO Max. Джошуа Аллен и Дженнифер Шуур становятся со-шоураннерами четвёртого сезона.
| Главные герои        | Главные герои      | Главные герои | Главные герои                                                           |
| Актёр                | Персонаж           | День недели   | Роль                                                                    |
| -------------------- | ------------------ | ------------- | ----------------------------------------------------------------------- |
| Узо Адуба            | Доктор Брук Тейлор | Разные        | Терапевт                                                                |
| Энтони Рамос         | Эладио Рестрепо    | Разные        | Пациент Брук, работающий домашним помощником для состоятельной семьи    |
| Джон Бенджамин Хикки | Колин              | Разные        | Пациент Брук, экономический преступник, недавно освобождённый из тюрьмы |
| Квинтесса Суинделл   | Лейла              | Разные        | Пациентка Брук, бунтарский подросток                                    |
| Шарлейн Вудард       | Ронда              | Разные        | Бабушка Лейлы                                                           |
| Лиза Колон-Заяс      | Рита               | Разные        | АА-спонсор Брук                                                         |
| Второстепенные герои |                    |               |                                                                         |
| Актёр                | Персонаж           | День недели   | Роль                                                                    |
| Юэль Киннаман        | Адам               | Разные        | Давний парень Брук, с которым у неё перерывы в отношениях               |

## Критические отзывы
Сериал в целом был хорошо принят, получив положительные отзывы. На сайте-агрегаторе обзоров Metacritic, первый сезон получил оценку 70/100, второй — 85/100, третий — 83/100, а четвёртый — 72/100.
На Rotten Tomatoes, первый сезон имеет рейтинг одобрения 78 % со средней оценкой 6,1/10 на основе 36 обзоров; в критическом консенсусе говорится: «Пациенты» имеет превосходно написанные сценарии, которые развиваются с помощью сырых эмоций, одновременно разворачивая захватывающую интригу". Второй сезон имеет рейтинг одобрения 100 % со средней оценкой 8,9/10 на основе 19 обзоров; в критическом консенсусе говорится: «Во втором сезоне сериал „Пациенты“ продолжает совершенствовать своих персонажей, что позволяет актёрскому составу находить больше нюансов в своих выступлениях». Третий сезон имеет рейтинг одобрения 87 % со средней оценкой 8,6/10 на основе 23 обзоров; в критическом консенсусе говорится: «„Пациенты“ предлагает одни из самых плотных драматических сценариев и самых чистых актёрских работ на телевидении».

## Награды и номинации
60-я церемония вручения прайм-тайм премий «Эмми»:
Победитель — Лучшая женская роль второго плана в драматическом сериале (Дайан Уист)
Победитель — Лучшая мужская роль приглашённой звезды в драматическом сериале (Глинн Терман)
Номинация — Премия «Эмми» за лучшую мужскую роль в драматическом сериале|Лучшая мужская роль в драматическом сериале (Габриэль Бирн)
Номинация — Премия «Эмми» за лучшую операторскую работу в получасовом сериале (Фред Мёрфи): Неделя 6: Софи
61-я церемония вручения прайм-тайм премий «Эмми»:
Номинация — Лучшая мужская роль в драматическом сериале (Габриэль Бирн)
Номинация — Лучшая женская роль второго плана в драматическом сериале (Хоуп Дэвис)
Номинация — Лучшая женская роль второго плана в драматическом сериале (Дайан Уист)
73-я церемония вручения прайм-тайм премий «Эмми»:
Номинация — Лучшая женская роль в драматическом сериале (Узо Адуба — эпизод: «Неделя 5: Брук»)
66-я церемония вручения премии «Золотой глобус»:
Победитель — Лучшая мужская роль в драматическом сериале (Габриэль Бирн)
Номинация — Лучший драматический сериал
Номинация — Лучшая женская роль второго плана в сериале, мини-сериале или телефильме (Дайан Уист)
Номинация — Лучшая женская роль второго плана в сериале, мини-сериале или телефильме (Мелисса Джордж)
Номинация — Лучшая мужская роль второго плана в сериале, мини-сериале или телефильме (Блэр Андервуд)
79-я церемония вручения премии «Золотой глобус»:
Номинация — Лучшая женская роль в драматическом сериале (Узо Адуба)
Премия «Сателлит» 2008:
Номинация — Лучший драматический сериал
Номинация — Лучшая мужская роль в драматическом сериале (Габриэль Бирн)
Номинация — Лучшая женская роль второго плана в сериале, мини-сериале или телефильме (Дайан Уист)
Премия «Сателлит» 2009:
Номинация — Лучший драматический сериал
Номинация — Лучшая мужская роль в драматическом сериале (Габриэль Бирн)
Премия Гильдии режиссёров Америки 2008:
Номинация — Выдающиеся достижения режиссёра в драматическом сериале (Пэрис Баркли — эпизод: «Неделя 8: Алекс»)
Премия Гильдии режиссёров Америки 2009:
Номинация — Выдающиеся достижения режиссёра в драматическом сериале (Пэрис Баркли — эпизод: «Неделя 4: Джина»)
Премия Гильдии сценаристов Америки 2008:
Победитель — Новый сериал (Родриго Гарсия, Брайан Голубофф, Дейви Холмс, Уильям Меритт Джонсон, Эми Липпман и Сара Триум)
Премия Американского института кино 2008:
Победитель — 10 лучших телепрограмм 2008 года
Премия Пибоди 2009 года